# La Bella della Daunia
La Bella della Daunia DOP è un prodotto ortofrutticolo italiano a Denominazione di origine protetta. È un'oliva da mensa ottenuta dalla trasformazione, con lavorazione in verde o in nero di olive della varietà Bella di Cerignola raccolte in un ristretto areale della Daunia, con la maggiore concentrazione nel territorio di Cerignola.

## Produzione
Le olive vengono raccolte non prima del primo ottobre. Nella lavorazione in verde, eseguita con il metodo Sivigliano, sono trattate con soda (per ridurne l'amaro) la cui concentrazione varia da un minimo del 1,7% sino ad un massimo del 4%. In seguito vengono risciacquate con acqua e poste in appositi contenitori. Infine viene aggiunto il sale da cucina.

## Territorio
L'oliva viene coltivata in pianura in presenza di temperature che non scendono quasi mai al di sotto di 0 °C, negli appezzamenti dei comuni di: Cerignola, Stornara, Stornarella, Orta Nova, S. Ferdinando di Puglia e Trinitapoli.
I terreni che più si prestano alla coltivazione di questa varietà sono di tipo calcareo, siliceo e argilloso.